# Bischofswerda
Bischofswerda ( [bɪʃɔfsˈvɛʁda], hornolužickosrbsky Biskopicy  [bɪskopɪtsɛ], česky zastarale Biskupice) je velké okresní město v Horní Lužici v německé spolkové zemi Sasko. Nachází se v zemském okrese Budyšín a má přibližně 11 tisíc obyvatel.

## Historie
K možnému, byť historicky nepodloženému založení Bischofswerdy mohlo dojít v letech 970 až 1076, protože v roce 1076 prý míšeňský biskup svatý Benno povýšil Werdu na město. Svatému Bennovi je rovněž připisováno založení Bischofswerdy. První písemná zmínka pochází z roku 1227, kdy je zmiňován jistý Meinhardus de Biscofiswerde, roku 1229 je zmíněn farní kostel. Roku 1361 je Bischofswerda uváděna jako město. Mezi lety 1952 a 1994 byla Bischofswerda okresním městem stejnojmenného okresu. Roku 1950 se k městu připojila do té doby samostatná obec Belmsdorf, roku 1974 Geißmannsdorf, roku 1994 Schönbrunn a nakonec v roce 1996 Großdrebnitz. V roce 1998 získala Bischofswerda status velkého okresního města.

## Geografie
Bischofswerda leží na okraji Horní Lužice, proto je také nazývána „Brána do Horní Lužice“. Nejvyšším vrcholem je Butterberg (384 m n. m.). Městem protéká řeka Wesenitz, pravý přítok Labe. Bischofswerdou prochází železniční trati Drážďany – Zhořelec a Bischofswerda – Žitava.

## Správní členění
Bischofswerda se dělí na 9 místních částí. V závorce je uveden hornolužický název, počet obyvatel je k roku 2011.
- Belmsdorf (Baldrijanecy), od roku 1950, 344 obyvatel
- Bischofswerda (Biskopicy), 9 007 obyvatel
- Geißmannsdorf (Dźibrachćicy), od roku 1974, 562 obyvatel
- Goldbach (Kadłobja), od roku 1996, 424 obyvatel
- Großdrebnitz (Drjewnica), od roku 1996, 847 obyvatel
- Kynitzsch (Kinič), od roku 1994, 39 obyvatel
- Neuschönbrunn (Nowy Šumborn), od roku 1994, 21 obyvatel
- Schönbrunn (Šumborn), od roku 1994, 414 obyvatel
- Weickersdorf (Wukranćicy), od roku 1996, 282 obyvatel

## Pamětihodnosti
- klasicistní radnice z roku 1818
- evangelicko-luterský Kristův kostel, obnovený roku 1818 po požáru
- římskokatolický kostel svatého Bena z roku 1924
- hřbitovní kostel svatého Kříže
- biskupská rezidence
- zoologická zahrada Tier- und Kulturpark Bischofswerda